# Transistor teaset ~ 電氣街路圖 ~
《Transistor teaset~電氣街路圖~》是里好創作的日本漫畫。主要描述生活於秋葉原的女孩們身邊發生的故事。連載於芳文社雜誌《Manga Time Kirara Forward》2008年9月号至2011年11月号。2009年推出廣播劇CD。

## 登場人物
半田鈴（聲：井上麻里奈）
女高中生。零件店「半田无线」店長。
木場綠（聲：尤加奈）
女僕咖啡廳「ASSEMBLAGE」店長。鈴的兒時朋友。
須田紗依里（聲：桑島法子）
秋葉原無線商店街會長孫女。
大代鏡（聲：野中藍）
商店街店鋪「Nonius」店長的女兒。

## 出版書籍
| 冊數 | 芳文社         | 芳文社                 |
| 冊數 | 發售日期       | ISBN                   |
| ---- | -------------- | ---------------------- |
| 1    | 2009年3月12日  | ISBN 978-4-8322-7786-1 |
| 2    | 2009年11月11日 | ISBN 978-4-8322-7857-8 |
| 3    | 2010年10月12日 | ISBN 978-4-8322-7949-0 |
| 4    | 2011年5月12日  | ISBN 978-4-8322-4027-8 |
| 5    | 2011年11月11日 | ISBN 978-4-8322-4081-0 |

## 廣播劇CD
2009年11月26日發售廣播劇CD。